# (6127) Hetherington
(6127) Hetherington es un asteroide perteneciente al cinturón de asteroides, región del sistema solar que se encuentra entre las órbitas de Marte y Júpiter, más concretamente a la familia de Eunomia, descubierto el 25 de abril de 1989 por Eleanor F. Helin desde el Observatorio del Monte Palomar, Estados Unidos.

## Designación y nombre
Designado provisionalmente como 1989 HD. Fue nombrado Hetherington en homenaje a Ernest Hetherington, una autoridad muy respetada en la especie floral de las orquídeas (Orchidaceae). Fue un buen amigo y mentor de Kay Francis, la madre del descubridor, que creció e hibridó muchas orquídeas "nuevas" excepcionales. "Ernie" es un juez de orquídeas, escritor sobre orchidaceae y recibió muchos honores, premios y reconocimientos especiales por su papel como productor, educador y popularizador de la cultura de las orquídeas.

## Características orbitales
Hetherington está situado a una distancia media del Sol de 2,604 ua, pudiendo alejarse hasta 2,998 ua y acercarse hasta 2,209 ua. Su excentricidad es 0,151 y la inclinación orbital 13,84 grados. Emplea 1534,88 días en completar una órbita alrededor del Sol.

## Características físicas
La magnitud absoluta de Hetherington es 13,3. Tiene 5,534 km de diámetro y su albedo se estima en 0,223. 